# Pro Evolution Soccer 2009
Pro Evolution Soccer 2009 (скорочено PES 2009) — футбольна відеогра. Розробником і видавцем PES 2009 є Konami. Єдина ліцензована гра Ліги Чемпіонів УЄФА.